# Pippa Schneider
Luisa Pippa Schneider (* 4. Dezember 1994 in Kassel) ist eine deutsche Politikerin (Bündnis 90/Die Grünen). Seit 2022 ist sie Abgeordnete des Niedersächsischen Landtags.

## Leben
Schneider studierte Mathematik an der Georg-August-Universität Göttingen und hat ihr Studium mit dem Titel   Msc abgeschlossen. Während ihres Studiums war sie von 2020 bis 2021 Finanzreferentin und von 2021 bis 2022 Vorsitzende des Allgemeinen Studierendenausschusses. In dieser Zeit war Schneider auch in der LandesAStenKonferenz Niedersachsen aktiv.
Sie ist seit 2011 Mitglied von Bündnis 90/Die Grünen und der Grünen Jugend.
Von 2020 bis 2021 war sie mit Svenja Appuhn Landessprecherin der Grünen Jugend in Niedersachsen, zuvor war sie dort von 2014 bis 2016 und von 2019 bis 2020 Schatzmeisterin. 2021 stimmte die Grüne Jugend Niedersachsen (GJN) für Schneider und Pascal Leddin als GJN-Votenträger zur Landtagswahl 2022.
Bei der Landtagswahl in Niedersachsen 2022 kandidierte Schneider im Wahlkreis Duderstadt und auf Platz neun der Landesliste der Grünen. Sie zog über die Landesliste in den Niedersächsischen Landtag ein.
Seit 2014 ist sie Mitglied im Landesfinanzrat der Grünen Niedersachsen.
Schneider hat zwei Kinder.